# Pierre Trouillard (calviniste, 1646)
Pour les articles homonymes, voir Pierre Trouillard et Trouillard.
Pierre Trouillard ou Trouillart (né vers 1646 à La Ferté-Vidame, mort le 29 avril 1701) est un calviniste français.

## Biographie
Pierre Trouillard est le fils de Pierre Trouillard, célèbre professeur de théologie à l'Académie de Sedan. Il aurait également suivi des études à Genève. Il est pasteur responsable de l'église de Guînes de 1678 à 1685. Le temple de Guînes était l’un des plus vastes de France et pouvait accueillir jusqu’à 3 000 personnes,. Il est le dernier pasteur de l’Église calaisienne où il succède à Isaac Albouy comme pasteur de Guînes en 1674. À Calais Pierre Trouillart possède des biens personnels qui en font un notable. Il a cinq enfants nés entre 1676 et 1683. Grâce à son mariage en 1675, il est en relation avec sept grandes familles protestantes calaisiennes. Après la fermeture du temple de Guînes à la fin du mois de juin 1685, puis la révocation de l'édit de Nantes le 18 octobre 1685, la quasi-totalité de la population protestante, dirigée par Pierre Trouillard, se réfugie dans la région de Groede et de Cadzand située dans la province de la Zélande aux Pays-Bas. Pierre Trouillard part lui-même en 1687 après avoir résisté deux ans. Auparavant à Cadsand, il est appelé à Middelbourg de Canterbury[pas clair] le 23 août 1699 comme 3e pasteur, installé le 13 décembre.